# Liván López
Liván López, född 24 januari 1982 i Pinar del Río, Kuba, är en kubansk brottare som tog OS-brons i lättviktsbrottning vid de olympiska brottningstävlingarna 2012 i London. 